# 2020년 하계 올림픽 피지 선수단
2020년 하계 올림픽 피지 선수단은 2021년 일본 도쿄에서 열린 2020년 하계 올림픽에 참가한 올림픽 피지 선수단이다.
피지는 2020년 도쿄 하계 올림픽에 출전했다. 원래 2020년 7월 24일부터 8월 9일까지 열릴 예정이었던 올림픽은 코로나19 범유행으로 인해 2021년 7월 23일부터 8월 8일로 연기되었다. 이는 역시 도쿄에서 열린 1964년 하계 올림픽에 선수 등록에 실패한 피지의 도쿄 데뷔전이었다. 1956년 국가 데뷔 이후 피지 선수들은 두 차례를 제외하고 하계 올림픽의 모든 대회에 참가했다. 피지는 1964년 도쿄 하계 올림픽에 선수 등록을 하지 못했고, 1980년 모스크바 올림픽 개최 당시 미국 주도의 보이콧에 동참했다.

## 출전 선수
| 종목 | 남자 | 여자 | 전체 |
| ---- | ---- | ---- | ---- |
| 육상 | 1    | 0    | 1    |
| 유도 | 1    | 0    | 1    |
| 럭비 | 12   | 12   | 24   |
| 요트 | 0    | 1    | 1    |
| 수영 | 1    | 1    | 2    |
| 탁구 | 0    | 1    | 1    |
| 전체 | 15   | 15   | 30   |

## 같이 보기
- 올림픽 피지 선수단